# Музыка Венесуэлы

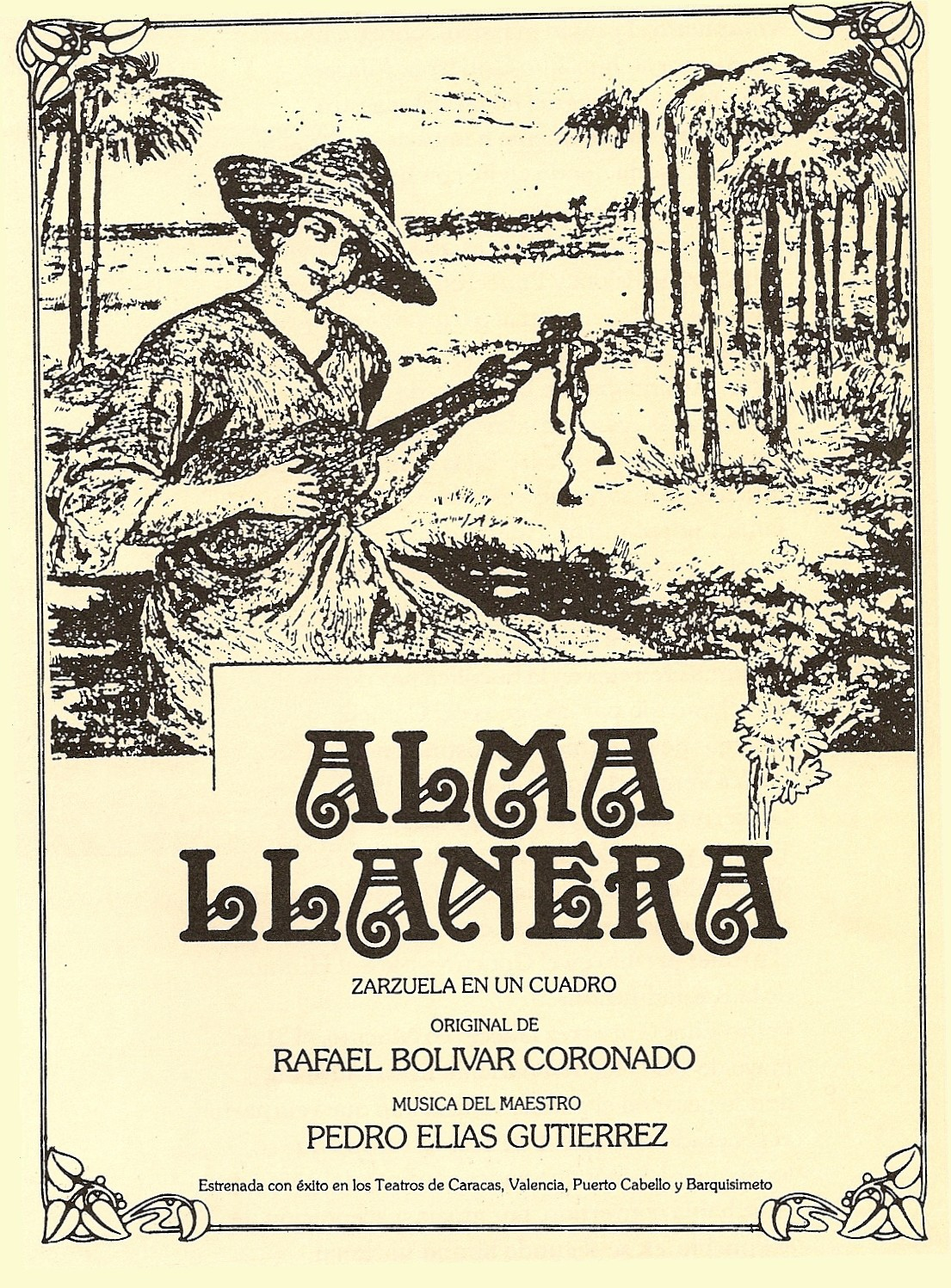
Обложка первого издания песни Alma Llanera, неофициально считающейся вторым национальным гимном

Музыка Венесуэлы — это экспрессивная часть венесуэльской культуры, которая включает в себя как традиционные, так и современные различные музыкальные жанры. В каждом географическом регионе страны имеются свои музыкальные особенности.

## Жанры

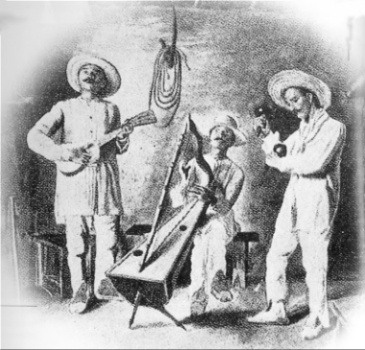
Венесуэльская Joropo. Исполняет Элой Паласиос (1912)

### Карибская музыка
Пришедшим извне жанром является кубино-американская сальса, один из исполнителей этой музыки — Оскар де Леон. Также в Венесуэле популярны и другие жанры карибской музыки: меренге, бачата, и пр. 

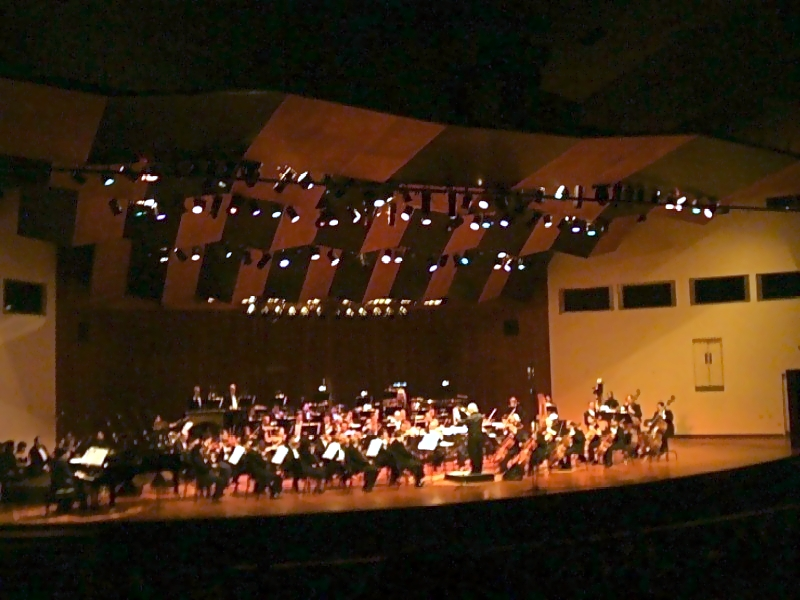
Альдемаро Ромеро на юбилейных торжествах Каракасе дирижирует Муниципальным симфоническим оркестром Каракаса

### Фольклор

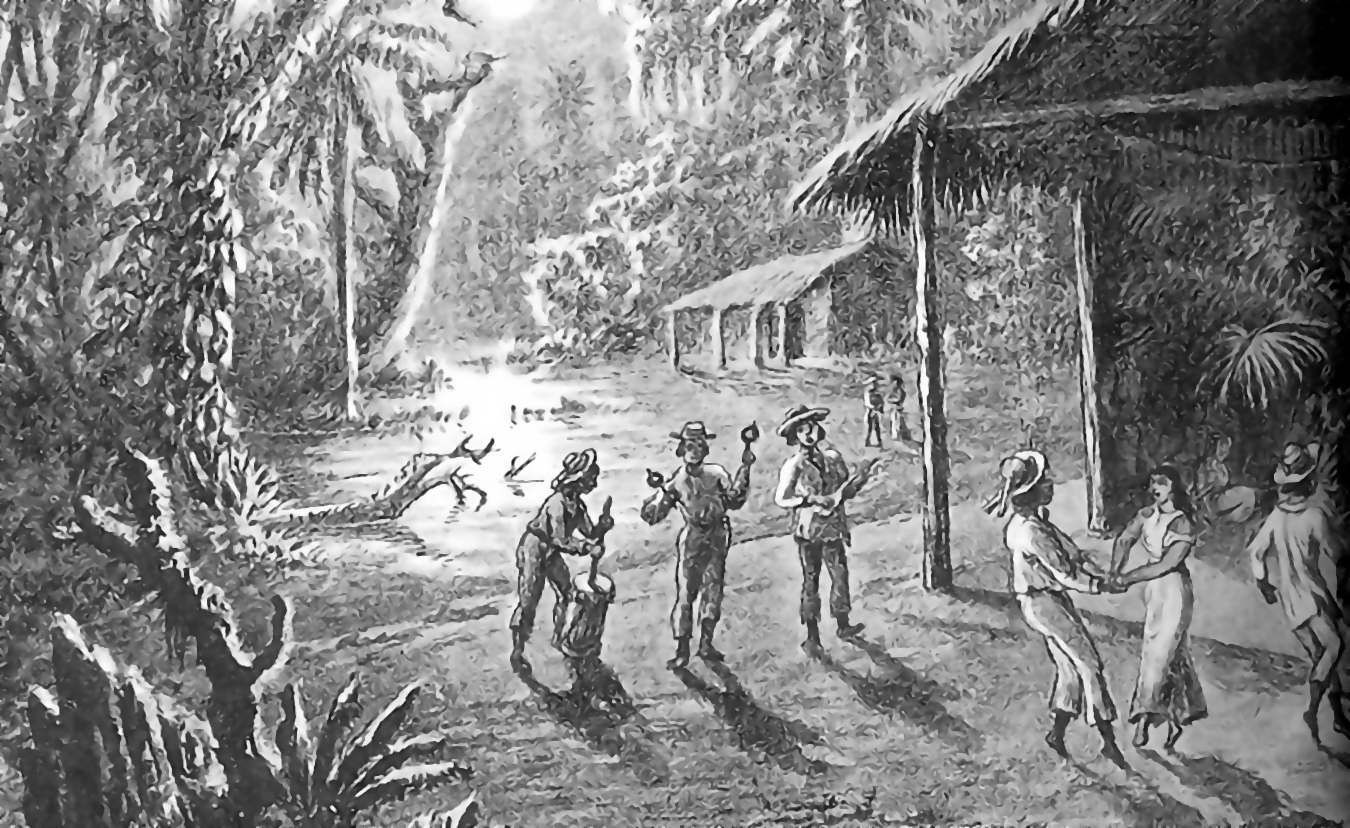
Велорио де Крус де Майо, исполняет Антон Гёринг (1892)

Излюбленный жанр фольклора льянеро — хоропо, представляющий собой целую сюиту из танцев, песен и инструментальных пьес. В музыкальном сопровождении участвуют национальные инструменты — марака (трещотка, сделанная из высушенной тыквы), небольшая арфа и четырёхструнная гитара куатро. Из других народных танцев популярностью пользуются тоно льянеро (мелодия равнин); пасильо, разновидность креольского вальса; меренге, общий для всей антильской зоны жанр афроамериканского фольклора; и «тангито», венесуэльское аргентинское танго. 
Народная песня Венесуэлы представлена жанрами коплы (куплет) и корридо, сложившимся на основе испанского романса.
Другим популярным музыкальным жанром в Венесуэле является Гаита сулиана. Этот жанр родом из штата Сулия и очень популярен в рождественские праздники. 
Ряд культурных организаций и учреждений, таких как каракасский театр «Атенео», ведут активную пропаганду национального искусства и народной музыки. Многие произведения народного музыкального искусства включены в репертуар хора «Орфеон Ламас», во главе которого долгое время стоял композитор Висенте Эмилио Сохо (1887—1974), Сохо был также дирижёром Национального симфонического оркестра Каракаса. 
Институт изучения фольклора в Каракасе исполняет роль информационного центра при организации региональных фестивалей народного искусства. Многие из этих фестивалей проводятся в дни религиозных праздников.

### Поп- и рок-музыка

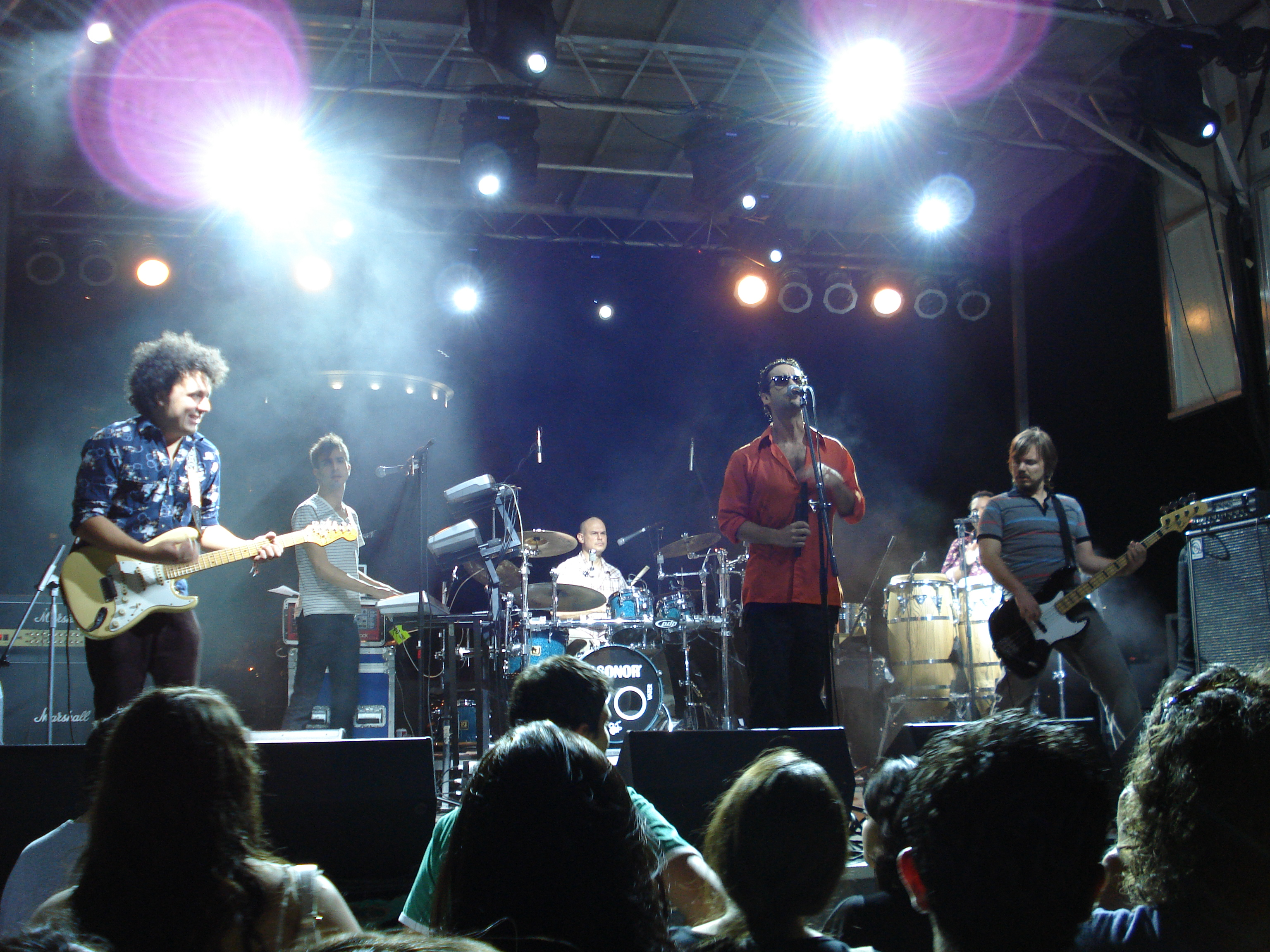
Los Amigos Invisibles

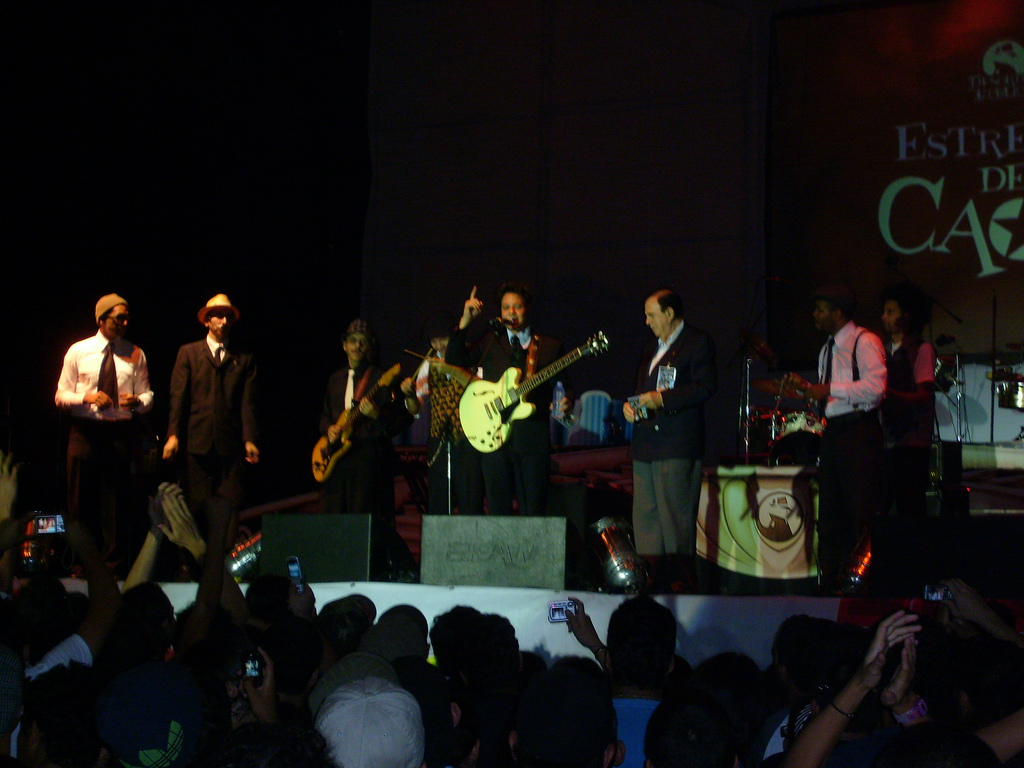
Desorden Público

В Венесуэле также очень любят поп- и рок-музыку. 
Среди наиболее известных артистов следует назвать следующих исполнителей как Рикардо Монтанер, Хосе Луис Родригес «Эль Пума», Франко ДеВита и Илан Честер, они столь же популярны и в других латиноамериканских странах. Дуглас Вейль (альтернативная поп-музыка) также получил признания в Венесуэле.

### Классическая музыка

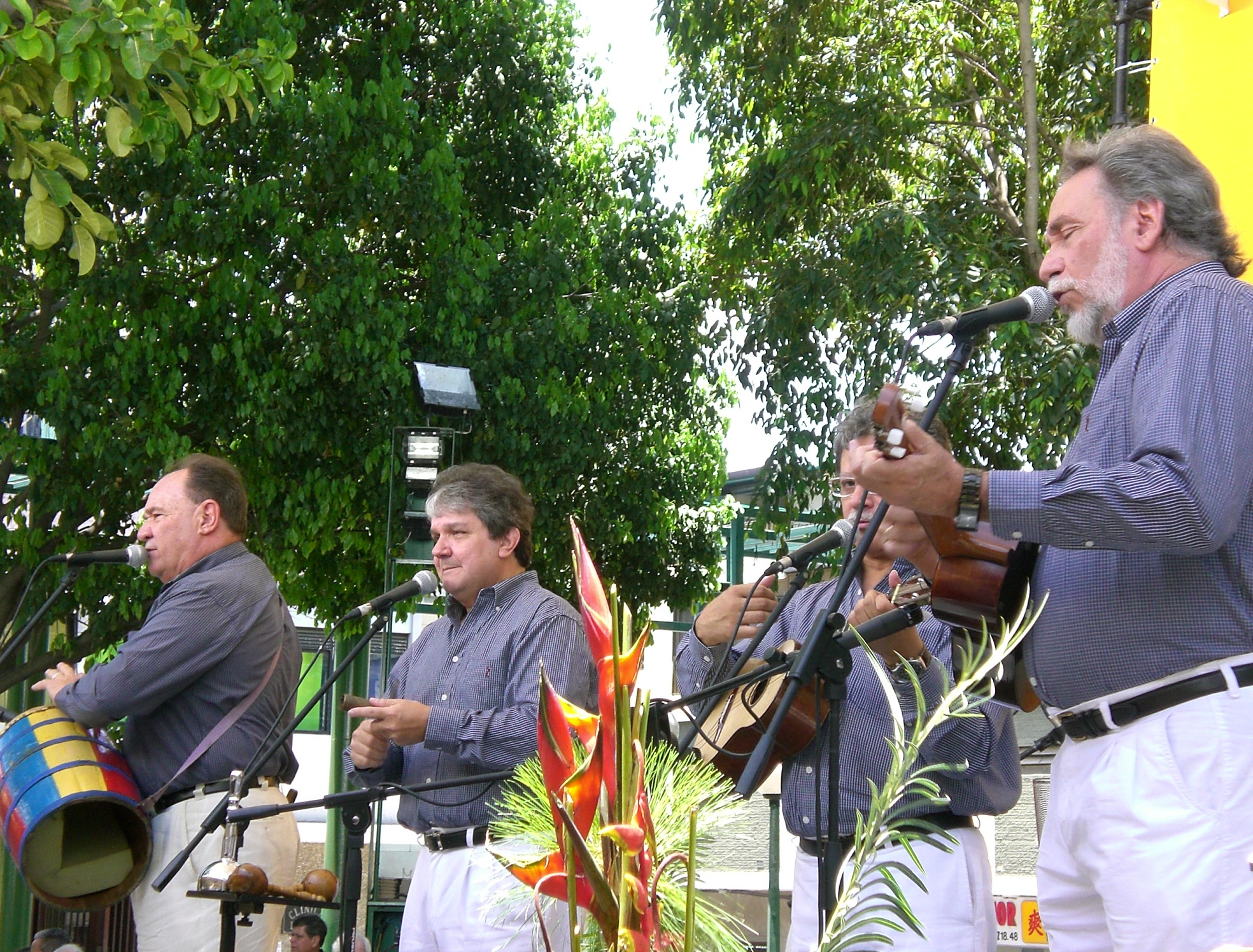
Serenata Guayanesa

В Венесуэле жили и творили композиторы такие как: Антонио Лауро, Мойсес Молейро, Тереса Карреньо (она также была всемирно известной пианисткой), Густаво Дудамель и Эдуардо Мартуре, Антонио Эстевес, Федерико Руис (работал в разных жанрах), Висенте Эмилио Сохо, Роберто Русситти.
В Венесуэле действует национальная сеть консерваторий и музыкальных школ. Также работают частные школы и институты, где преподаётся музыка на высоком уровне или же в них есть музыкальные отделения. Центральный Университет Венесуэлы выдаёт диплом о музыкальном образовании и степень кандидата и доктора наук по музыковедению. Музыкальный факультет Университета им. Симона Боливара готовит композиторов, дирижёров, преподавателей.

## Композиторы
- Хуана Мария де ла Консепсьон, более известная как Конни Мендес (род. 11 апреля 1898 г., г. Каракас), — композитор, певица, писательница, актриса, сочинила более 40 композиций, таких как: Yo soy venezolana, Chucho y Ceferina, La Negrita Marisol, Venezuela Habla Cantando.
- Рубен Седеньо, композитор, создавал народную венесуэльскую музыку[1]. Певец, композитор, писатель, художник.
- Альдемаро Ромеро. Работал в разных жанрах, таких как карибская музыка, джаз, венесуэльский вальс, симфоническая музыка, модернизировал венесуэльскую народную музыку.

## Известные музыканты и группы
Известные венесуэльские музыканты: Симон Диас, Альберто Наранхо, Чео Уртадо, Эрнан Гамбоа, Гуальберто Ибаррето, Руди Регаладо, Хуан Карлос Саласар, Уаскар Баррадас, Сесилия Тодд, Габриела Монтеро, Соледад Браво, Видаль Кольменарес, Мария Тереса Часин, Итало Пиццоланте и Луис Сильва, также группы Серенада Гуайанеса, Гуаго, Ансамбль Гурруфио и Малегуа.